# Юдіхинська сільська рада
Юді́хинська сільська рада (рос. Юдихинский сельский совет) — сільське поселення у складі Тюменцевського району Алтайського краю Росії.
Адміністративний центр та єдиний населений пункт — село Юдіха.

## Населення
Населення — 445 осіб (2019; 502 в 2010, 556 у 2002).